# كريستينا بيدروش
كريستينا بيدروش نافاس (بالإسبانية: Cristina Pedroche Navas) هي ممثلة ومقدمة ومراسلة تلفزيونية وعارضة أزياء إسبانية، ولدت في 30 أكتوبر 1988 في مدريد في إسبانيا.

## روابط خارجية
- Cristina Pedroche على موقع IMDb (الإنجليزية)
- Cristina Pedroche على موقع قاعدة بيانات الفيلم (الإنجليزية)
- Cristina Pedroche على موقع كينوبويسك (الروسية)